# Olivier Chavarot
 (août 2020).
Si vous disposez d'ouvrages ou d'articles de référence ou si vous connaissez des sites web de qualité traitant du thème abordé ici, merci de compléter l'article en donnant les références utiles à sa vérifiabilité et en les liant à la section « Notes et références ».
Olivier Chavarot est un réalisateur, scénariste et monteur français né le 10 mars 1958 à Paris et mort le 4 décembre 2024 dans la même ville.

## Biographie
Il est le fils de Claude Winter, comédienne et sociétaire de la Comédie Française, et François Chavarot, ingénieur conseil dans le textile.
Il intègre l’IDHEC, l’Institut des Hautes Etudes Cinématographiques (en français : Institut des hautes études cinématographiques) aujourd’hui intégrée à la FEMIS (en français : La Fémis), en 1979.
À partir du milieu des années 1980 et pendant plus de 15 ans, il signe et dirige une vingtaine de publicités dont certaines ont fortement marqué les esprits : Prince de Lu, Findus, Swatch... On vient également chercher sa « patte »…  et son…  inventivité (sic) dans la musique et il en résulte quelques clips dont les très remarqués L'Aziza de Daniel Balavoine, Somnifères de Guesch Patti et La mère à titi de Renaud.

## Filmographie

### Réalisateur

#### Télévision
- 1990 : Kidnapping (court métrage), avec Emmanuel Patron.
- 1990 : La Souris (court métrage) avec Serge Hazanavicius.
- 1990 : Le Stylo, avec Alexandre Pesle.
- 1998 : Peur Blanche (90 min), Prix du Meilleur Téléfilm au Festival de Cognac, avec Alexandra Vandernoot, Frédéric Van Der Driessche, Frédéric Deban, Sophie Carle.
- 2000 : La Proie et l'Ombre (90 min), avec Marine Delterme, Malcolm Conrath, Frédéric Deban, Natacha Amal, Delphine Bibet.

#### Série
- 1999 : Police District avec Olivier Marchal, Lydia Andréï, Francis Renaud, Nadia Fossier, Rachid Djaïdani, Sophie Mounicot…

#### Autre
- 1993 : La Vienne dynamique (12 min). Film en IMAX-IWERKS diffusé depuis 31 ans au Futuroscope.

### Scénariste
- 2000 : Participation au scénario de Jet Set réalisé par Fabien Onteniente
- 2007 : La guerre des Anges
- 2012 : Travis
- 2020 : Plate